# Long Lake (sjö i Antarktis, lat -62,21, long -58,97)
Long Lake är en sjö i Antarktis. Den ligger i Sydshetlandsöarna. Argentina, Chile och Storbritannien gör anspråk på området.